# Pšajnovica
Pšajnovica – wieś w Słowenii, w gminie Kamnik. W 2018 roku liczyła 68 mieszkańców.